# Фрајтал
Фрајтал (њем. Freital) град је у њемачкој савезној држави Саксонија. Једно је од 41 општинског средишта округа Зексише Швајц-Остерцгебирге. Према процјени из 2010. у граду је живјело 39.037 становника. Посједује регионалну шифру (AGS) 14628110.

## Географски и демографски подаци
Фрајтал се налази у савезној држави Саксонија у округу Зексише Швајц-Остерцгебирге. Град се налази на надморској висини од 160 метара. Површина општине износи 40,5 km². У самом граду је, према процјени из 2010. године, живјело 39.037 становника. Просјечна густина становништва износи 963 становника/km².

## Међународна сарадња
| Мјесто           | Држава    | Врста сарадње | Од    |
| ---------------- | --------- | ------------- | ----- |
| Милич            | Пољска    | пријатељство  | 1987. |
|                  | Француска | партнерство   | 1980. |
| Всетин           | Чешка     | партнерство   | 1987. |
| Маријанске Лазне | Чешка     | контакт       | 1987. |
| Извор            |           |               |       |